# Матвій Гладкий
Матвій Іванович Гладкий (* ? — 1610 — † поч. травня 1652) — полковник миргородський Війська Запорозького, дипломат, керівник антипольського повстання на Лівобережжі, придушеного Лісовцем. Страчений за наказом Богдана Хмельницького.

## Біографія

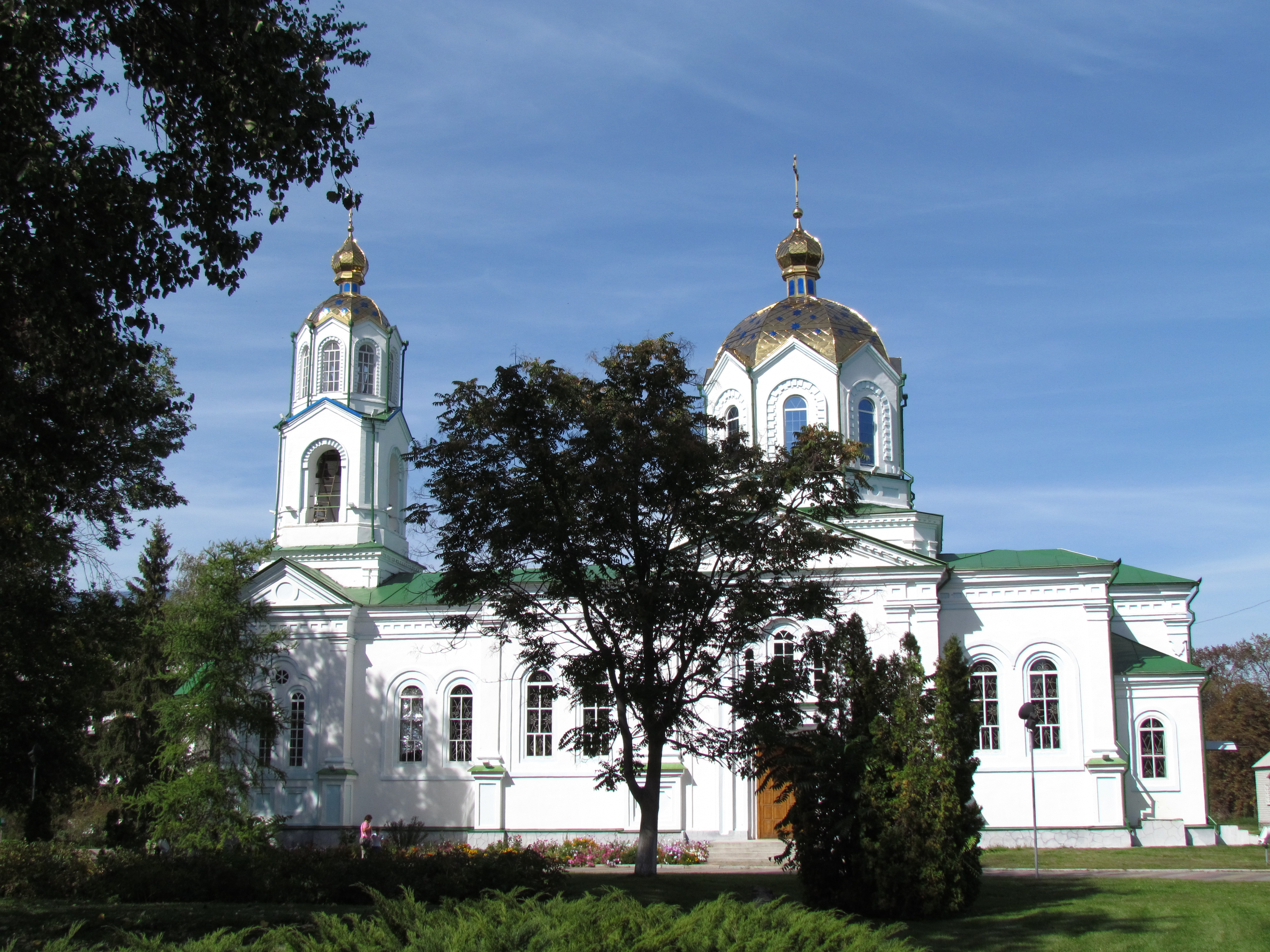
Сучасний вигляд Успенського собору, місця поховання Гладкого.

Сотник стаяцької сотні реєстрового Канівського полку (1638 — ?), згодом полковник миргородський (? — 1649.04. — 1652.05.). Виконував дипломатичні доручення Б. Хмельницького. Перебував у складі посольства, котре на елекційному сеймі восени 1648-го у Варшаві підтримало кандидата на королівський трон Яна II Казимира.
Як зазначає Кривошея, з посиланням на працю Голобуцького, ще на початку Хмельниччини стосунки Гладкого з Хмельницьким склалися досить непрості :
|  | «…Полковники де Матвей Гладкой и Нечай и Кривонос (син Максима за В. Голобуцьким), хотя с Хмельницким… едят вместе, а мысль не одну имеют, называют Хмельницкого ляхом похлебцею.» |

Учасник Корсунської та Пилявецької битв, походів на Львів і Замостя. Керував козацьким корпусом котрий взимку та навесні 1649 р. діяв на території Білорусі. Очолював делегацію на переговорах з поляками під Берестечком (червень 1651). Під час Берестейської битви, після полишення війська гетьманом, обраний наказним гетьманом змінивши на посаді Джалалію. Згодом підписував Білоцерківський трактат. 1652 р. Матвій Гладкий очолив супротив проти поляків, котрі попри перемир'я напали на землі Миргородського полку, котрий зрештою переріс в повстання на Лівобережжі. Під час влаштованої опісля польсько-української Корсунської комісії Хмельницький, на думку М. Грушевського, використав цей привід як можливість знищити конкурента котрий набув великого авторитету серед козацтва. Літопис Самовидця містить про ці події наступні свідчення:
|  | «…у Вишневеччині в Липовом учинили задор жолніре и там на самое Воскресеніе людей вирубали, у Миргородском полку и там з собою не згодилися, на що любо учинили инквізицію Хмелницкій гетман. Але видячи попудливость жолнірскую, инним промислом промишлял, бо на жаданне жолнірское полковника миргородского Гладкого казал стратити. Толко ж тая причина болшая: же он ишол од Берестечка з войском, Гладкый гетманом отзивался, и так на оного причини Хмелницкій шукал; а же тая причина стала о завод з жолнірами, казал оного стратити.» |

За наказом Хмельницького Гладкого було розстріляно. Похований 7 травня 1652 р. у с. Миргородці недалеко від Миргорода,  в церкві, фундатором котрої він був за життя.

## Вшанування пам'яті
У місті Миргород є провулок Матвія Гладкого.

## Нащадки
- Гладкий-Козаченко Гнат Матвійович, військовий товариш та обиватель канівський, чоловік Пелагеї Іванівни Лизогуб, доньки І. К. Лизогуба.
- Гладкий Григорій Матвійович, миргородський полковник (1669-1670, 1676).
- Йосип Михайлович Гладкий, кошовий отаман Задунайської Січі (з 1827), наказний отаман Азовського козацького війська, генерал-майор.
- Віталій Дмитрович Гладкий, український прозаїк, засновник премії імені М. Старицького за найкращий історичний роман чи повість. Лауреат премії імені В. Короленка.